# Holcobracon fulvus
Holcobracon fulvus är en stekelart som beskrevs av Cameron 1905. Holcobracon fulvus ingår i släktet Holcobracon och familjen bracksteklar. Utöver nominatformen finns också underarten H. f. atriceps.